# 国防部参謀本部電訊発展室
国防部参謀本部電訊発展室（略称：電展室、英語：Communications Development Office；略称：CDO）とは、中華民国における国防部参謀本部のシギントを司る情報機関である。

## 概要
電訊発展室本部は、「清風園」に位置し、大溪の旧空軍電監中心と30余ヶ所の地面電偵站、通信情報站を管轄する。偵察範囲は、中国の無線及び衛星通信を概ねカバーし、300海里以内の各種通信情報を掌握することができる。対象は、中国人民解放軍、中国人民武装警察部隊の通信を主とし、内容の大部分は、部隊移動、航空無線等の戦術性情報で、暗号解読能力は低い。
電訊発展室の一部の監聴站（「林園」等）は、「高頻定向」（高周波方位測定）能力を有し、電子走査方式で全方位の電波収集を行っている。これらの電偵電監施設は、各種無線通信の解読・分析の外、放射源の精密な方位測定を行うことができる。
電訊発展室内には、電子情報総資料庫が存在し、各軍総部に分庫を設け、総庫と分庫間は、秘密回線で通信が可能である。各収集単位が獲得した通信情報は、初期分析処理を経た後、各軍総部の分庫に配布され、バックアップとして保管される。総資料庫は、中国の通信系統符号、通信諸元パラメータ及びレーダー施設の統一番号の付与、並びに修正資料の適時配布と電子情報参数表の製作を担当する。
電訊発展室の設備の大部分は、アメリカ合衆国が提供したもので、要求に応じて、獲得した情報資料をアメリカに提供している。

## IMINT
台湾の画像情報（IMINT）は、過去、イスラエルのEROS-A1商用衛星の写真を購入する国家安全局の「浩全專案」が主体だったが、2004年に中止された。現在、「啓元專案」が主体となり、林口監聴站「林園」内に増設された衛星影像接收站が、商用衛星写真を直接購入して処理している。

## 歴代主任
- 徐叔節中将（? - 1996年）
- 蔡朝明中将（1996年 - 1997年）
- 黄磊中将（1997年 - 1999年）
- 李鉄倉中将（1999年 - 2003年）
- 李翔宙中将（2003年 - 2006年）
- 趙連弟中将（2006年 - 2007年）
- 金寿宝中将（2007年 - 2007年12月）
- 葛広明中将（2007年12月 - 2008年3月）
- 婁惕中将（2007年12月 - 2008年3月）
- 張怒潮中将（2007年12月 - 2008年3月）
- 陳文凡中将（2007年12月 - 2008年3月）
- 劉得金中将（2007年12月 - 2008年3月）